# 广西黄腺羽蕨
广西黄腺羽蕨（学名：Pleocnemia kwangsiensis）为叉蕨科黄腺羽蕨属下的一个种。